# Thoracistus viridicrus
Thoracistus viridicrus är en insektsart som beskrevs av Rentz, D.C.F. 1988. Thoracistus viridicrus ingår i släktet Thoracistus och familjen vårtbitare. Inga underarter finns listade i Catalogue of Life.